# Matěj Kotiš
Matěj Kotiš (* 14. března 1985, Varnsdorf) je český fotbalový záložník, v současnosti působící v SK Vilémov.

## Klubová kariéra
Svou fotbalovou kariéru začal ve Varnsdorfu, kde se postupně přes všechny mládežnické kategorie propracoval do prvního týmu. V ročníku 2009/10 postoupil s týmem do druhé nejvyšší soutěže. V mužstvu se postupně stal oporou a vykonával pozici kapitána. V létě 2014 odešel na půlroční hostování s následnou opcí do Hradce Králové hrajícího první ligu. V lednu 2015 se vrátil do Varnsdorfu, kde vydržel do léta roku 2016, než ho přetrvávající zranění achillovy šlachy donutilo profesionální kariéru ukončit. Od podzimu 2016 působil v krajském přeboru v týmu SK Stap-Trapec Vilémov, kde ho ovšem i nadále limitovalo jeho zranění.